# Cristianisme germànic

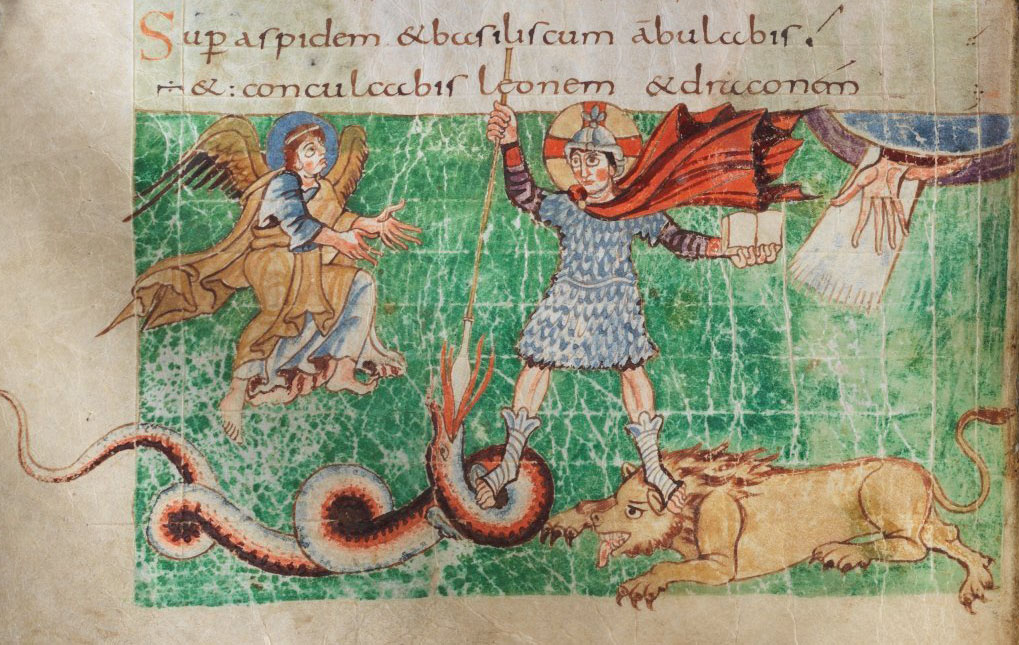
Representació de Crist com un guerrer heroic en del segle IX(Stuttgart Psalter, fol. 23, il·lustració del Salm 91:13)

Els pobles germànics van ser cristianitzats durant el transcurs de l'Antiguitat tardana i l'alta edat mitjana. Al segle vii, tant l'Anglaterra anglosaxona com l'Imperi Carolingi eren, almenys oficialment, cristians i per a l'any 1100, el paganisme germà també hauria deixat d'exercir la seva influència a Escandinàvia.

## Història
Al segle iv, el prestigi de l'Imperi Romà havia facilitat els primers passos del cristianisme en territoris germànics. Fins al començament de la decadència de l'Imperi romà, totes aquelles tribus que s'havien instal·lat als territoris de l'imperi amb les excepcions de saxons, francs i longobards s'havien convertit al cristianisme. Algunes havien adoptat l'arrianisme (entre elles gots i vàndals) en lloc de les creences trinitàries oficials aprovades en el Primer Concili de Nicea per l'església catòlica. El progressiu auge del Cristianisme Germànic va ser a causa de l'adhesió, moltes vegades voluntària, de grups associats a l'Imperi Romà.
A partir del segle vi, la cristianització de les tribus germàniques va ser realitzada principalment per missioners enviats per l'Església catòlica.
Molts gots s'havien convertit al cristianisme individualment fora de l'Imperi; de les altres tribus, la major part s'havia convertit en assentar-se al territori de l'Imperi i francs i anglosaxons es van convertir poques generacions després. Durant els segles immediatament posteriors a la caiguda de l'Imperi Romà, els cristians germànics es van ser orientant progressivament cap a l'església catòlica occidental enfront de l'església ortodoxa oriental, especialment després del regnat de Carlemany.

### Els gots
Al segle iii, els pobles germans orientals es van assentar en Escitia. La cultura i identitat godes van emergir com una mescla de les aportacions d'aquests pobles i una certa influència romana. En aquesta època, els assaltants gots prenien presoners romans, molts d'ells cristians, mentre que els assaltants aliats de Roma també capturaven gots.
Wulfila o Úlfila era fill o net de captius cristians de Sadagoltina en Capadòcia. En 337 o 341, Wulfila es va convertir en el primer bisbe dels Gots. Per 348, un dels reis Gots va desencadenar la primera persecució als cristians i Wulfila i molts altres cristians van fugir a Mesia Secunda (en l'actual Bulgària) en territori de l'Imperi Romà. Altres cristians, incloent Wereka, Batwin i Saba van morir en persecucions posteriors.
Entre 348 i 383, Ulfila va traduir la Bíblia al gòtic. D'aquesta forma, alguns cristians arrians d'occident usaven llengües vernacles per als seus serveis, igual que els cristians orientals, mentre que la major part de la cristiandat occidental usaven exclusivament el llatí.

### Francs i Alamans
Els Francs, governats per la dinastia merovíngia, que havia arribat a la Gàl·lia al segle iii havien romàs pagans al principi. No obstant això, en el nadal de 498, Clodoveu I es va convertir a la fe catòlica després de la seva victòria en Tolbiac i va ser batejat a Reims. Els detalls d'aquest succés ens han arribat a través del relat de Gregori de Tours
Els alamans es van convertir al cristianisme només després d'un període de sincretisme durant el segle vii, a imitació de la nova religió de l'elit Merovíngia.
Els longobards van adoptar el catolicisme després de la seva arribada a Itàlia durant el segle vi.
Durant el segle viii, els francs es van convertir en els banderers del catolicisme a Europa Occidental, enfrontant-se en el seu nom als cristians arrians, els invasors islàmics i als pobles germans encara pagans com saxons i frisis. Fins a 1066, any en què danesos i nòrdics havien perdut la seva influència a Gran Bretanya, el treball teològic i missioner va ser desenvolupat per missioners anglosaxons, amb èxit desigual. Un esdeveniment decisiu va ser l'enderrocament del roure de Thor en 723 prop de Fritzlar per Sant Bonifaci, apòstol dels germànics i primer Arquebisbe de Mainz.
Finalment, la conversió va ser imposada per la força, gràcies principalment als esforços de Carlemany i els francs que van iniciar la conquesta de Saxònia en 772 amb la destrucció del Irminsul i derrotant i sotmetent definitivament a aquesta tribu en 787 després de l'assassinat dels seus líders a Verden i els desplaçaments forçats dels seus integrants.

### Anglaterra
La cristianització de l'Anglaterra anglosaxona va començar entorn de l'any 600, influenciada per la missió gregoriana enviada des de Roma i per la missió hiberno-escocesa arribada des del nord-oest. Gregori I va enviar a Agustí, futur primer Arquebisbe de Canterbury al sud d'Anglaterra en 597. El procés de conversió s'iniciava normalment en els estrats alts de la societat i es propagava cap avall de manera generalment pacífica. D'aquesta manera, quan un governant local decidia convertir-se, tots els seus súbdits i dependents passaven a ser (almenys nominalment) cristians. Aquest procés era sovint parcial, tant per la confusió com per la naturalesa de la nova religió. Un cas famós va ser el de Raedwald, rei de Anglia Oriental, que va erigir un altar cristià en el seu temple pagà. El seu suposat enterrament en Sutton Hoo mostra clares influències tant cristianes, com a paganes.
L'últim rei anglosaxó pagà, el jut Arwald de l'illa de Wight va morir en batalla en 686, en lluita contra la imposició del cristianisme al seu regne.
Durant el perllongat període d'incursions vikingues, el paganisme va tornar breument a Gran Bretanya, principalment en el Danelaw durant el segle ix i especialment en Northúmbria, l'últim rei del qual, Eric el Sanguinari, viking i probablement pagà, va governar fins a l'any 954.

### Escandinàvia
Escandinàvia va ser l'últim territori germànic a Europa a convertir-se i el més reticent. Des de l'alta edat mitjana, Europa Septentrional va ser progressivament adoptant el cristianisme, gràcies a l'impuls de les nacions germanes del sud i la direcció de l'església, i culminant en les conegudes com Croades del Nord. Posteriorment la noblesa germànica i escandinava va aconseguir estendre el seu poder també a pobles finlandesos, lapons i bàltics.

## Característiques
El baptisme del franc Clodoveu I va tenir un immens impacte sobre la història d'Europa i en ell podem veure dues de les característiques fonamentals del procés de cristianització.
En primer lloc, l'esposa de Clodoveu, Clotilde era catòlica i va jugar un important paper en la conversió del seu marit. Molt abans de rebre el baptisme, el monarca franc havia autoritzat ja el bateig dels seus fills.
Però el factor decisiu perquè Clodoveo decidís adoptar la fe cristiana va ser la creença que rebria ajuda espiritual de Crist en les batalles. En la batalla de Tolbiac es va veure en tals dificultats que va resar a Crist per la seva victòria. Finalment va vèncer, després del que va demanar ser instruït en la fe cristiana per Sant Remigi.
Que un Comandant en cap atribuís la seva victòria al Déu cristià és un motiu recurrent de conversió des del canvi constantinià. Encara que el Nou Testament no esmenta en cap lloc que es podria obtenir ajuda de Crist en les batalles, la creu va ser considerada com un talismà des de la victòria de Constantí I en la batalla del Pont Milvi.
No obstant això, que un pagà com Clodoveo demanés ajuda a Crist mostra també l'adaptabilitat del politeisme germà. En la tradició politeista germànica, si Odin fallava, un podia provar amb Crist per una vegada. L'exclusivitat cristiana, que és òbvia des del Primer Manament, era desconeguda per als pagans. Com a conseqüència, els pagans podien ser pragmàtics i gairebé utilitaristes en les seves decisions religioses. Un bon exemple d'això ho constitueixen els varis Martells de Thor amb creus gravades oposats en excavacions arqueològiques a Escandinàvia. Un altre succés exemplar durant la segona estada de Anscari en Birka: Un sacerdot pagà va demanar als habitants del lloc que no participessin el culte al Déu cristià estranger. Si no tenien déus suficients, haurien d'elevar a la divinitat a un dels seus reis morts, Erik Refilsson.
El baptisme de Clodoveu subratlla igualment l'aspecte sagrat de la reialesa germànica. Un rei germànic no era només el governant polític, sinó que també ostentava el càrrec religiós més alt entre el seu poble. Era vist com un ésser de ascendència divina, era el director del culte i el responsable de la fertilitat de la terra i les victòries militars. Per tant, la conversió d'un líder tenia un fort impacte en la seva gent. Si ell considerava apropiat adoptar el cristianisme, també era una bona idea per a la resta del seu poble.
A diferència de l'evolució del Cristianisme en l'Imperi Romà, la conversió de les tribus Germàniques es va realitzar generalment de dalt a baix, en el sentit que els missioners es dirigien a convertir en primer lloc a la noblesa, que imposaria la seva nova fe a la resta de la població. Això connecta amb la posició sagrada del rei en la tradició pagana germànica: el rei és l'encarregat d'interactuar amb la divinitat en benefici de la seva gent, de manera que els seus súbdits no veien cap problema en què el rei canviés la seva orientació religiosa
Consecuentamente, el cristianisme havia de ser presentat a aquests Senyors de la Guerra en l'edat de les migracions com una religió de conqueridors, alguna cosa bastant senzill tenint en compte el poder militar de Roma
Així, el primer Cristianisme Germànic es presentava com una alternativa al paganisme germànic, sincretitzant alguns elements com a paral·lels entre Woden i Crist. Una bona mostra d'aquestes tendències és el poema anglosaxó Somni de la Creu, on Jesús és mostrat com el model heroic d'un guerrer germànic que afronta la seva mort sense temor i fins i tot amb avidesa. La Creu, parlant com si fos un membre més dels partidaris de Crist, accepta la seva destinació mentre veu morir al Creador i llavors explica que la mort de Crist no havia estat una derrota sinó una victòria. Això està en correspondència directa amb les idees Germàniques paganes de lleialtat al senyor propi.

## Evolució posterior
Durant l'alta edat mitjana va començar un litigi entre el Sacre Imperi Romanogermànic i Roma, conegut com a Lluita de les Investidures i que es perllongaria durant llargs anys.
Posteriorment, a partir del segle XVI va començar la Reforma Protestant, que va néixer en llocs de parla germànica (Alemanya, Escandinàvia, Gran Bretanya). L'últim emperador germà a ser coronat pel Papa va ser Maximilià I en 1493. La divisió religiosa acabaria provocant la Guerra dels Trenta Anys, que va concloure amb la Pau de Westfàlia per la qual es va consagrar la divisió de cultes que ha arribat fins als nostres dies: la major part d'Àustria, Luxemburg, el sud (especialment Baviera) i l'oest d'Alemanya (Saarland i Rheinland) van romandre catòliques mentre que el Nord i l'Est d'Alemanya (Prússia) van romandre luteranes. En temps de pau, la religió del governant determinava la religió dels seus súbdits.

## Llista de missioners
Missioners cristians evangelizadores de pobles germans:
- Gots
- Ulfilas, got (341-383)

- Lombards
- Sant Severino
  - Eugippus

- Alamans
- Fridolino de Säckingen
- Columbà (irlandès, segle vi)
  - Sant Gal

- Anglo-Saxons (veure missió gregoriana)
- Liuhardo de Canterbury (segle vi)
- Agustin de Canterbury (597-604)
  - Lorenzo de Canterbury
  - Melito de Canterbury
  - Just de Canterbury
- Txad de Mercia (segle vii)
- Sant Honorio
- Aidan de Lindisfarne

- A l'Imperi Franc (veure missió hiberno-escocesa, missió anglosaxona
- Sant Trudpert (Irlandès, segle VII)
- Sant Rumoldo
- Sant Bonifacio (anglès, segle viii)
  - Santa Walpurga, Sant Willibaldo i Sant Winibaldo (col·laboradors de Sant Bonifaci)
- Sant Wilfried
- Sant Willibrord
- Sant Willehad
- Sant Lebuin
- Sant Liudger
- Sant Ewald
- Sant Suitbert de Kaiserswerth
- Sant Pirmin
- Carlemany

- Als Bavaresos
- Sant Corbinià

- A Escandinàvia
- Sant Óscar (segle ix)
- Adán de Bremen (segle xi)